# Canon AV-1
Die Canon AV-1 ist eine einäugige Spiegelreflexkamera des japanischen Herstellers Canon für das 35-mm-Kleinbildformat mit Canon FD-Bajonett-Anschluss, die etwas unterhalb der Canon A-1 im Produktsegment in Canons A-Serie angesiedelt war. Sie hat eine mikroprozessorgesteuerte Verschlusszeitautomatikfunktion, ohne eine umfassende manuelle Wählmöglichkeit der Verschlusszeit zu bieten. Das unterscheidet sie von der Canon AE-1, die eine Blendenautomatikfunktion und einen manuellen Modus hat. Sie kam im Juni 1979 auf den Markt und wurde bis 1981 angeboten.

## Beschreibung

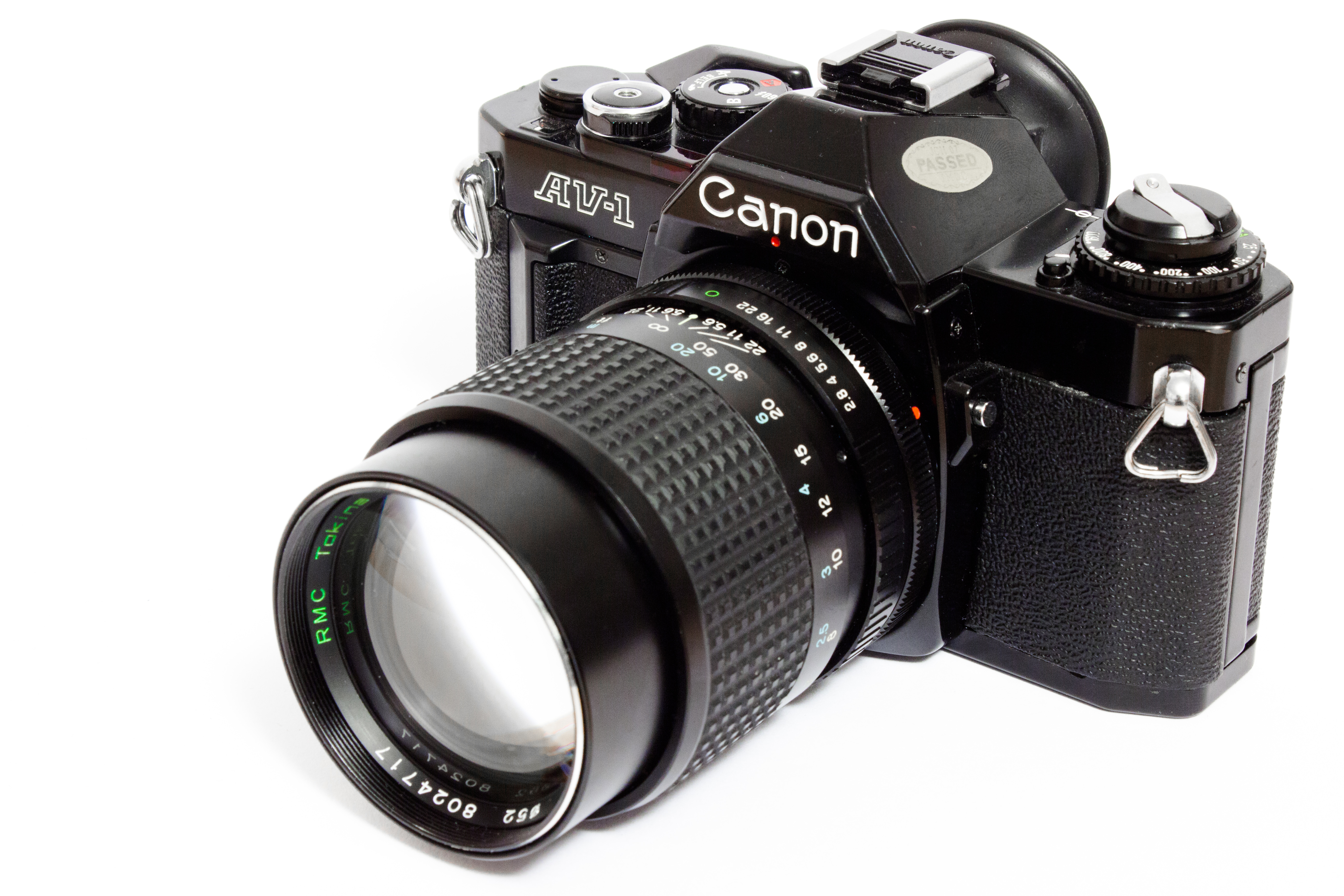
Canon AV-1 mit Tokina-135-mm-Festbrennweiteobjektiv

Die Canon AV-1 ist eine sogenannte elektronische Spiegelreflexkamera (ESR) mit Zeitautomatik (Av): Wie bei konventionellen 35-mm-Filmkameras wird das Bild auf einen herkömmlichen, lichtempfindlichen Film aufgenommen, wohingegen die Belichtungsmessung elektronisch und daraus die Errechnung der zur eingestellten Blende passenden Verschlusszeit, wie bei einer modernen digitalen Spiegelreflexkamera, digital erfolgt. Einen manuellen Modus hat die Kamera nicht; zusätzlich zum Zeitautomatikmodus (Av) gibt es vier weitere Aufnahmeprogramme. Die Aufnahmeprogramme werden mit einem Drehschalter auf der rechten Seite der Kamera eingestellt. Für den Betrieb der Kamera ist eine 6-V-Batterie notwendig.
Die Abmessungen der Canon AV-1 (Länge×Breite×Höhe) betragen 139 × 85 × 47,5 mm. Die Masse inklusive Batterie ist mit 512 g angegeben, mit dem 50-mm-f/1,8-Kitobjektiv wiegt die Kamera 682 g; mit dem Objektiv 50 mm f/1,4 sind es 747 g.
Als Systemkamera der Canon-A-Serie kann die Canon AV-1 mit allen Objektiven für das FD-Bajonett und fast allen Objektiven für das FL-Bajonett verwendet werden. Der Fokuspunkt muss, wie bei allen FD- und FL-Objektiven, manuell eingestellt werden. Die gewünschte Blende wird ebenfalls am Objektiv eingestellt, einen computergesteuerten Servomotor wie bei der A-1 und AE-1, der die Blende automatisch einstellen könnte, hat die Kamera nicht. Die AV-1 gab es ab Werk mit zwei verschiedenen Aluminiumgehäusen, einem schwarzen und einem schwarz-silbernen Gehäuse. Sie nimmt auf 135er-Kleinbildfilm im Format 36 × 24 mm auf. Der Verschluss der Kamera ist ein elektronisch geregelter, horizontal ablaufender Tuch-Schlitzverschluss mit vier Spindeln. Die vom Computerprogramm der Kamera einstellbaren Verschlusszeiten reichen von 2 s bis 1/1000 s. Die Lichtempfindlichkeit kann im Bereich zwischen ISO 25 und ISO 1600 (15° bis 33° DIN) eingestellt werden. Der Film wird manuell mit einem 120°-Hebel auf der rechten Seite der Kamera weitergespult, neben dem Hebel ist ein Zählwerk, das die Nummer des aktuellen Bildes anzeigt. Mit jedem Weiterspulen des Filmes wird es eine Position weitergeschaltet, mit Herausnehmen des Filmes wird es zurückgesetzt.

### Sucher

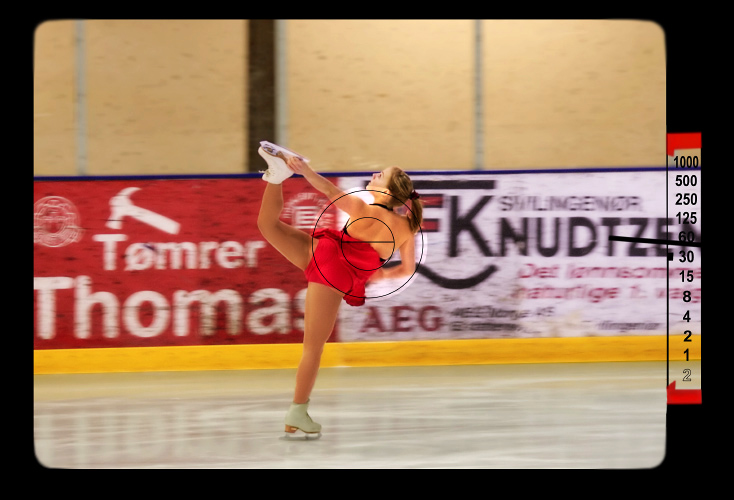
Blick durch den Sucher der Canon AV-1

Der Sucher der AV-1 hat ein Dachkantpentaprisma mit 0,87-facher Vergrößerung bei einem auf unendliche Entfernung eingestellten 50-mm-Objektiv, er stellt 92 % des vertikalen und 93 % des horizontalen Bildbereiches dar. In der Mitte des Suchers ist ab Werk für gewöhnlich eine Einstellscheibe mit Mikroprismaring eingebaut, die es dem Fotografen ermöglicht, das Bild scharfzustellen. Ein Computerprogramm oder eine Elektronik zur Kontrolle der Bildschärfe hat die AV-1 nicht. Auf der rechten Seite des Suchers ist eine Anzeige mit Zeiger eingebaut, die dem Fotografen die vom Av-Aufnahmeprogramm eingestellte Verschlusszeit anzeigt. Weiters kann die Anzeige auch eine niedrige Batteriespannung und ein drohendes Verwackeln des Bildes anzeigen (letzteres nur mit 50-mm-Objektiv).

### Aufnahmeprogramme

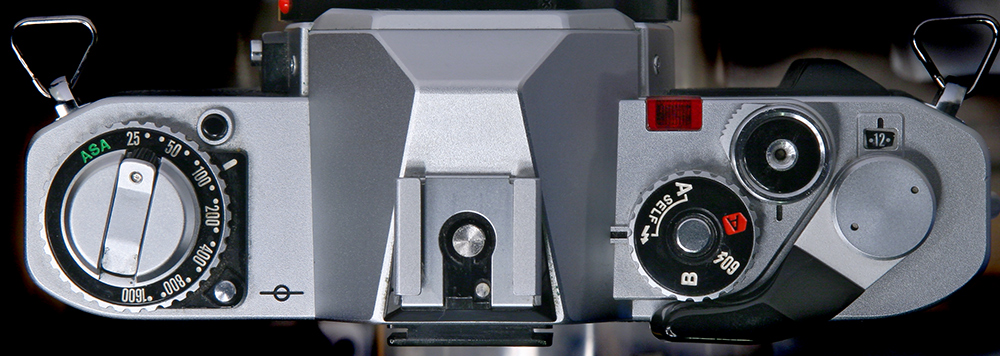
Oberseite der Canon AV-1, rechts neben dem Sucher der Drehschalter zum Einstellen der fünf Aufnahmeprogramme

Der Verschlusszeitautomatikmodus (Av-Aufnahmeprogramm) ist das Hauptaufnahmeprogramm der Canon AV-1. Dafür hat die Kamera eine im Sucher eingebaute lichtempfindliche Siliziumfotodiode, deren Daten von einem Computerprogramm verarbeitet werden, das mittels Integralrechnung die Bildhelligkeit ermittelt (sogenannte mittenbetonte Integralmessung). Dabei kann die AV-1 einen Helligkeitsbereich von Lichtwert 1 bis 18, entsprechend 1 s bei f/1,4 bis 1/1000 s bei f/22 und ISO 100 (21° DIN) erfassen. Anhand dieser Daten stellt die Kamera unter Berücksichtigung der eingestellten Blende automatisch die passende Verschlusszeit ein. Eine manuelle Wahl der Verschlusszeit ist zwar vom Hersteller vorgesehen, aber nur indirekt möglich. Damit das Computerprogramm die korrekte Verschlusszeit berechnen kann, muss die Lichtempfindlichkeit des Filmes korrekt eingestellt sein. Um die Verschlusszeit nun manuell zu ändern, etwa, um ein Bild über- oder unterzubelichten, wird der Wert der Lichtempfindlichkeit des Filmes verstellt, sodass das Computerprogramm eine „falsche“ Verschlusszeit einstellt. Zusätzlich dazu gibt es eine Taste, mit der 1½ Belichtungsstufen überbelichtet werden kann. Um das Av-Aufnahmeprogramm einzuschalten, wird der elektronische Auslöser der Kamera bis zur ersten Position gedrückt, erst beim vollständigen Durchdrücken des Auslösers bis zur zweiten Position wird die Kamera ausgelöst.
Die Canon AV-1 hat keinen eingebauten Blitz, hat aber eine Funktion für Fotografien mit Blitzlicht. Dazu kann eine Verschlusszeit von einer Sechszigstelsekunde mit automatischer Blitzauslösung eines in den Blitzschuh eingesteckten Blitzes eingestellt werden. Das Blitzlichtgerät kann nicht (wie zum Beispiel bei der Canon A-1) mittels ISO-519-Blitzanschluss ausgelöst werden, es muss die Auslösung direkt durch den Blitzschuh (mit Zusatzkontakten) unterstützen.
Zusätzlich zu den oben genannten Aufnahmeprogrammen hat die Kamera ferner ein Zehnsekundenselbstauslöser, ein Zehnsekundenselbstauslöser mit Blitzlichtfunktion und eine Bulbfunktion. Im Bulbmodus bleibt der Verschluss so lange geöffnet, wie der Auslöser der Kamera gedrückt gehalten wird. Dabei können auch Verschlusszeiten länger als 2 s eingestellt werden.

## Zubehör
Canon bot für die AV-1 (wie auch für alle anderen Kameras der Canon-A-Serie) umfangreiches Zubehör wie Systemblitzgeräte, Motorantriebe für den Filmtransport, Faltenbälge, Fernauslöser und Extender an. Das Datierrückteil Databack ist mit der AV-1 wegen der fehlenden Buchse für den Blitzanschluss nicht kompatibel.